# Coruripe
Coruripe is een gemeente in de Braziliaanse deelstaat Alagoas. De gemeente telt 53.369 inwoners (schatting 2009).